# ConneXion intime
ConneXion intime è un film televisivo del 2019, diretto da Renaud Bertrand.

## Trama
Appena arrivata in una nuova scuola, la quindicenne Chloé stringe subito amicizia con la carismatica Luna e si innamora di Félix, l'ex fidanzato di Luna pornodipendente. Tra i tre ragazzi verrà a crearsi un triangolo amoroso.

## Produzione

### Casting
Per il ruolo di Luna Carpiaux venne scelta la giovane attrice Marilyn Lima, già interprete della serie televisiva Skam France e del telefilm Entre deux mères già sotto la direzione di Renaud Bertrand. Per il ruolo l'attrice ha ottenuto un premio per la miglior interpretazione femminile al Festival de La Rochelle. Per il ruolo di Félix venne invece scelto Jules Houplain, attore rivelazione di Baisers cachés di Didier Bivel e noto anche per la sua interpretazione nella miniserie televisiva Les Innocents diretta da Frédéric Berthe.

## Accoglienza

### Critica
Per la rivista Moustique, il film è "di buona fattura" ma "rimane un'opera di messaggio, che ci racconta una storia per sensibilizzarci meglio su una problematica e sui suoi risvolti umani". 

## Diffusione
Per la sua prima trasmissione, il 9 ottobre 2019 sul canale France 2, il film televisivo è stato seguito dal reportage Pornographie, un jeu d'enfant realizzato da Anne-Marie Avouac. Esso tratta dell'influenza della pornografia sulla sessualità di adolescenti e giovani adulti. Anche un dibattito è stato condotto la stessa sera da Julian Bugier.